# Primo Levi
Primo Michele Levi [prímo mikéle lévi], italijanski kemik, partizan in pisatelj, * 31. julij 1919, Torino, † 11. april 1987, Torino.

## Življenje
Levi se je rodil 31. julija 1919 v Torinu v hiši, kjer bo živel vse življenje. Bil je najstarejši sin Cesareja Levija (1878–1942) in Ester Luzzati (1895–1991), ki sta se poročila leta 1917 in pripadala družinam judovskega izvora.

## Dela

### Romani
- Ali je to človek
- Premirje
- Zvezdni ključ
- Kdaj če ne zdaj?